# Lenefjorden
58°04′N 007°09′Ø / 58.067°N 7.150°Ø
Lenefjorden, Lenesfjorden eller Lehnesfjorden er en 10,5 kilometer lang fjord i Lyngdal kommune i Agder fylke i Norge. Fjorden starter ved Jåsund, hvor den møder Grønsfjorden og går mod nord til Lene. En fjordarm går mod syd til Spangereid. Gennem Spangereidkanalen møder den Njervesfjorden.
Spangereidkanalen ved Spangereid blev åbnet i 2007. Kanalen gør det lettere for mindre fartøjer at sejle  fra øst til vest, da man slipper for at runde det vejrudsatte område omkring Lindesnes fyr.